# ヘクス

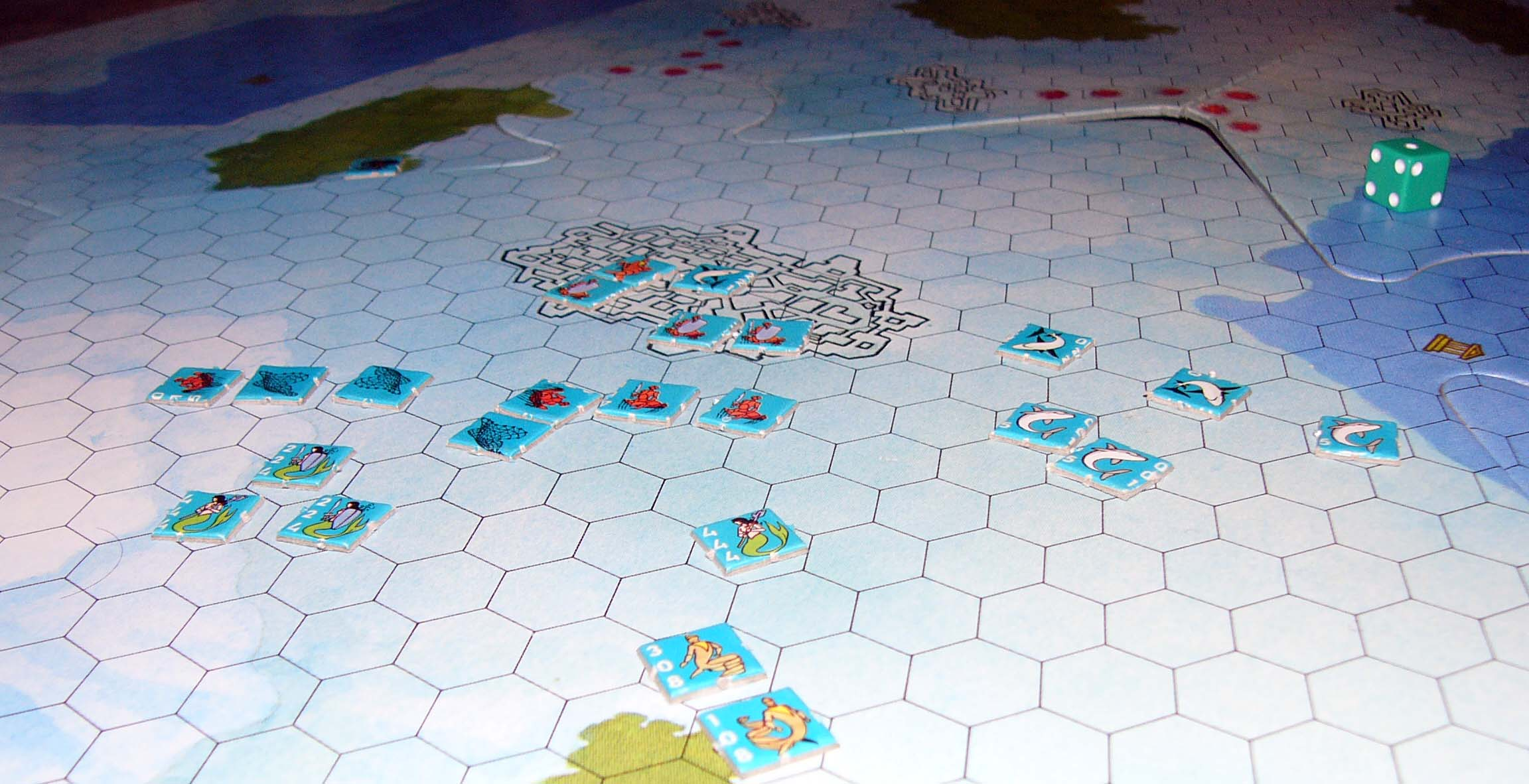
ヘクスマップ

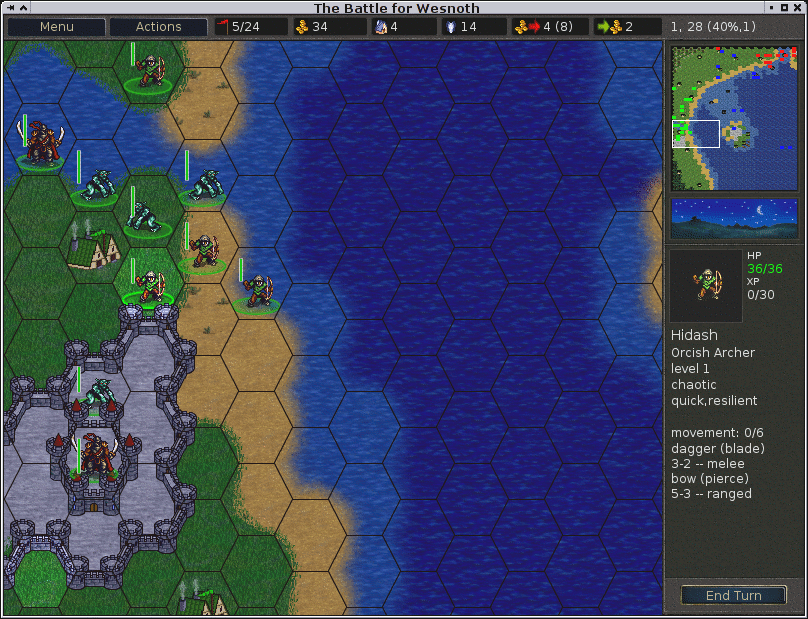
コンピュータゲームでのヘクス

ヘクス（hex）は、ボードゲーム（およびそれを模したコンピュータゲーム）で使われる六角形の升目である。ヘックス、HEXとも。hexagonの略である。ウォー・シミュレーションゲームでよく使われる。
原則として平面充填された正六角形で表現されるが、そうとも限らない。たとえば正方形や長方形の升目を半辺長ずつずらして並べるマップでは、各升目は6辺で6升に隣接しており、位相的には六角形（内角が90°×4・180°×2の）である。平面充填された正三角形の頂点を（囲碁のように）升目の代わりに使うマップもある。これらも、正六角形のヘクスを画面デザインだけ変えたもので、ゲーム性は同じである。
これらに対し、将棋・チェスなどは、正方形や長方形の升目（スクエア）を使っている。この場合は隣接する升目は、辺で接する4升（と頂点で接する4升）である。現代のコンピュータゲームではロールプレイングゲームなどに見られるが、シミュレーションゲームでは主流ではない。

## 特徴
ヘクスはスクエアに比べ円に近いため等方性が高い。平面充填正多角形で最も辺が多いのは六角形であり、（同じ升目を並べる方式では）ヘクスが最も等方性が高い。
シミュレーションゲームでは、移動や射程で、2つの升目間の升数が重要だが、これは見た目の実距離と完全に比例はしない。スクエアでは、ある升目から一定升数の範囲は正方形になり（8升を隣接とみなしても正八角形とはならずやはり正方形である）、斜めに進もうとすれば縦横より {\displaystyle {\sqrt {2}}\approx 1.41} 倍の升数が必要になる。
しかしヘクスマップでは、ある升目から一定升数の範囲は正六角形で、およその比例関係が成り立つ。辺の向きと頂点の向きで、升数は {\displaystyle 2/{\sqrt {3}}\approx 1.15} 倍しか変わらない。
また、升目の接し方が、辺で接するのみの1種類なので、ルールがシンプルになる。スクエアでは、頂点で接する升目を辺で接する升目と同様に扱うか接していないとみなすかを決めなければならない。
欠点としては、辺の連なりが直線をなさないため、建造物などの細かな表現を重視するゲームの表現には余り向いていない（壁がギザギザになる）。長方形をずらした升目を使えば上下か左右のどちらかは直線にできるが、長方形は表現できない。
また、升目の距離判定が複雑になる。スクエアなら、単にX座標の差とY座標の差を足せば距離になる（マンハッタン距離）が、ヘクスでは条件分岐が必要になる。

### へクスにおける距離
へクスにおける各々の升目は、「三次元の座標空間における格子点で、座標の総和が0となる点」に対応付けることで、三次元におけるマンハッタン距離の考え方を用いて求めることができる。
どこか一つの升目を原点とし、その升目の対辺の中点を結んでできる三つの直線のうちの二つに沿ってX軸およびY軸を定める。ただし、それぞれの軸の正の方向は鋭角をなすとする。この時、座標の総和が0になるという条件より、X座標とY座標の和の-1倍を仮想的なZ座標とみなすことができる。
二つのへクスの座標をそれぞれ{\displaystyle (x_{1},x_{2})}および{\displaystyle (x_{2},y_{2})}とすると、それらのへクスの間の距離{\displaystyle d}は以下のように表される。
{\displaystyle d={\frac {|x_{2}-x_{1}|+|y_{2}-y_{1}|+|x_{1}+y_{1}-x_{2}-y_{2}|}{2}}}
ここで分母に2が現れるのは、座標空間におけるマンハッタン距離2が、へクスにおける距離1に相当するためである。
なお、X軸とY軸のそれぞれの正の方向が鈍角をなす場合は、上の式においてX座標またはY座標の片方のみを-1倍して考えればよい。